# Teyonah Parris
Teyonah Parris (Hopkins, 22 settembre 1987) è un'attrice statunitense.
Iniziando la carriera nelle serie televisive statunitensi Mad Men e Survivor's Remorse, riceve il plauso della critica recitando nei film Dear White People, Chi-Raq e Se la strada potesse parlare, nominato ai premi Oscar. Grazie alle sue performance ha ottenuto due Black Reel Awards e nomine agli Screen Actors Guild Award e NAACP Image Award.

## Biografia
Nata e cresciuta a Hopkins, nella Carolina del Sud, ha frequentato la prestigiosa South Carolina Governor's School for the Arts and Humanities dove ha terminato l'undicesimo e il dodicesimo anno, prima di frequentare e diplomarsi alla Juilliard School. Ha fatto il suo debutto televisivo nel 2010, con un ruolo da protagonista in The Good Wife. Nel 2012, è stata scelta per un ruolo ricorrente come Dawn Chambers nella serie drammatica dell'AMC, Mad Men, interpretando il primo personaggio afroamericano della serie.
Nel 2014 viene scelta nel film indipendente Dear White People, ruolo che le fa ottenere il plauso della critica cinematografica, vincendo il Black Reel Awards come miglior attrice emergente. Nello stesso anno, inizia a recitare nella serie comedy di Starz, Survivor's Remorse. Nel 2015, ha recitato nel film drammatico satirico Chi-Raq diretto da Spike Lee per il quale ottiene una nomina ai NAACP Image Award come miglior attrice e ottiene il Black Reel Award nella medesima categoria. Ha interpretato il ruolo principale in Where Children Play diretto da Leila Djansi e ha recitato insieme a David Oyelowo in Five Nights in Maine. Nel 2016 ha interpretato la cantante R&B/Jazz Miki Howard nel film biografico The Miki Howard Story e ricopre il ruolo di attrice e produttrice del film TV Love Under New Management: The Miki Howard Story.
Nel 2016, è stata scelta come protagonista nel film drammatico Buffalo Soldier Girl su una donna che, travestita da uomo, si è arruolata e ha combattuto la guerra civile afroamericana come Buffalo Soldier. Nel 2017 ha avuto un ruolo ricorrente nella soap opera della Fox Empire, interpretando la detective Pamela Rose. All'inizio del 2018, Parris è stata scelta per un ruolo da protagonista nel pilot della CBS Murder. Nello stesso anno, ha recitato in Se la strada potesse parlare, un film drammatico scritto e diretto da Barry Jenkins, nominato ai Premi Oscar. Tra il 2019 e il 2020 recita nel film Netflix Point Blank - Conto alla rovescia, nel film per la HBO Charm City Kings e nel film The Photograph prodotto dall'Universal Pictures.
Nel 2021 è presente nel cast del film Candyman e interpreta la versione adulta di Monica Rambeau, personaggio apparso nel film Captain Marvel, nella serie di Disney+ WandaVision. Nel 2023 è protagonista insieme a Brie Larson e Iman Vellani nel sequel di Captain Marvel, The Marvels, in cui ricopre il ruolo interpretato nella serie.

## Filmografia

### Cinema
- Come lo sai (How Do You Know), regia di James L. Brooks (2010)
- Empire Corner, regia di J.P. Chan – cortometraggio (2010)
- Wu is Dead, regia di J.P. Chan – cortometraggio (2010)
- A Picture of You, regia di J.P. Chan (2013)
- Dear White People, regia di Justin Simien (2014)
- They Came Together, regia di David Wain (2014)
- Five Nights in Maine, regia di Maris Curran (2015)
- Chi-Raq, regia di Spike Lee (2015)
- Where Children Play, regia di Leila Djansi (2015)
- 90 Days, regia di Jennia Fredrique – cortometraggio (2016)
- Se la strada potesse parlare (If Beale Street Could Talk), regia di Barry Jenkins (2018)
- Point Blank - Conto alla rovescia (Point Blank), regia di Joe Lynch (2019)
- Charm City Kings, regia di Ángel Manuel Soto (2020)
- The Photograph, regia di Stella Meghie (2020)
- Candyman, regia di Nia DaCosta (2021)
- Hanno clonato Tyrone (They Cloned Tyrone), regia di Juel Taylor (2023)
- The Marvels, regia di Nia DaCosta (2023)
- Scivolando sulla neve (Dashing Through The Snow), regia di Tim Story (2023)

### Televisione
- The Good Wife – serie TV, episodio 2x02 (2010)
- Mad Men – serie TV, 22 episodi (2012-2015)
- CSI - Scena del crimine – serie TV, episodio 14x02 (2013)
- Survivor's Remorse – serie TV, 36 episodi (2014-2017)
- Love Under New Management: The Miki Howard Story – film TV, regia di Christine Swanson (2016)
- Empire – serie TV, 6 episodi (2017)
- Murder – serie TV, episodio 1x01 (2018)
- WandaVision – miniserie TV, 7 puntate (2021)
- No Good Deed – serie TV, 8 episodi (2024)

### Doppiatrice
- What If...? – serie TV, episodio 3x01 (2024)

### Produttrice
- Love Under New Management: The Miki Howard Story (2016)

## Teatro
- A Free Man of Color di John Guare, regia di George C. Wolfe. Lincoln Center di New York (2010)
- Slave Play di Jeremy O. Harris, regia di Robert O'Hara. New York Theatre Workshop di New York (2018)

## Riconoscimenti
- African-American Film Critics Association
  - 2015 – Miglior attrice per Chi-Raq[22]
- MTV Movie & TV Awards
  - 2021 – Candidatura per la miglior eroina per WandaVision[23]
- NAACP Image Award
  - 2016 – Candidatura per la miglior attrice per Chi-Raq[24]
- Black Reel Awards
  - 2015 – Miglior attrice emergente per Dear White People[6]
  - 2015 – Candidatura per la miglior attrice non protagonista per Dear White People[6]
  - 2016 – Miglior attrice per Chi-Raq[9]
  - 2017 – Candidatura per la miglior attrice per Love Under New Management: The Miki Howard Story[25]
  - 2017 – Candidatura per il miglior Film televisivo o serie tv per Love Under New Management: The Miki Howard Story[25]
  - 2021 – Candidatura per la miglior attrice in un Film televisivo o serie tv per WandaVision[26]
- Screen Actors Guild Award
  - 2013 – Candidatura per il miglior cast in una serie drammatica per Mad Men[27]

## Doppiatrici italiane
Nelle versioni in italiano delle opere in cui ha recitato, Teyonah Parris è stata doppiata da:
- Letizia Ciampa in WandaVision, Hanno clonato Tyrone, The Marvels, Scivolando sulla neve, No Good Deed
- Irene Di Valmo in CSI - Scena del crimine
- Alessia Amendola in The Good Wife
- Stella Musy in Come lo sai
- Eva Padoan in Mad Men
- Valentina Favazza in Se la strada potesse parlare
- Letizia Scifoni in Point Blank - Conto alla rovescia
- Eleonora Reti in Candyman